# Kozhikode
Kozhikode (en malabar: കോഴിക്കോട്, [koːɻikːoːɖɨ̆]ⓘ), conocida anteriormente como Calicut, es una ciudad a lo largo de la costa de Malabar en el estado de Kerala, en la India. Conocida como la ciudad de las especias, en 2023 Kozhikode fue reconocida por UNESCO como la primera Ciudad de Literatura de India.
Tiene una población dentro de los límites de la corporación de 609,224 y una población metropolitana de más de 2 millones, lo que la convierte en la segunda área metropolitana más poblada de Kerala y en la 19.ª más grande en India. Kozhikode está clasificada como una ciudad de Nivel 2 por el Gobierno de India.
Es la ciudad más grande de la región conocida como la Costa de Malabar y fue la capital del distrito de Malabar durante la época británica. Fue la capital de un reino independiente gobernado por los Samoothiris (Zamorines). El puerto de Kozhikode actuó como la puerta de entrada a la costa del sur de India para los chinos, los persas, los árabes y, finalmente, los europeos. Según datos compilados en 2009 por la firma de investigación económica Indicus Analytics sobre residencias, ganancias e inversiones, Kozhikode fue clasificada como la segunda mejor ciudad en India para vivir.

## Toponimia
El origen exacto del nombre Kozhikode es incierto. Según muchas fuentes, el nombre Kozhikode deriva de Koyil-kota (fortaleza), que significa "palacio fortificado". Koil o Koyil o Kovil es el término malayalam/tamil para un templo hindú, en alusión al Templo Tali Shiva. Ambos términos, kōyil y kōvil, se utilizan de manera intercambiable. El nombre tamil de la ciudad es Kaḷḷikkōṭṭai.
El topónimo también se corrompió en Kolikod y posteriormente, su versión anglicizada, Calicut. Los chinos lo llamaban Kūlifo.
La ciudad se llama oficialmente Kozhikode en malayalam y en inglés se conoce por su versión anglicizada, Calicut. La palabra Calicó, una variedad fina de tela de algodón tejida a mano, que se exportaba desde el puerto de Kozhikode, se piensa que deriva de Calicut. El término para los gatos tricolores, llamados gato calicó, también deriva del nombre del tejido.

## Historia

Nombres, rutas y ubicaciones del Periplo del mar Eritreo

El antiguo puerto de Tyndis, que estaba situado en el lado norte de Muziris, como se menciona en el Periplo del mar Eritreo, se encontraba en algún lugar alrededor de Kozhikode. Su ubicación exacta es objeto de disputa. Las ubicaciones sugeridas son Ponnani, Tanur, Beypore-Chaliyam-Kadalundi-Vallikkunnu y Koyilandy. Tyndis era un importante centro de comercio, sólo superado por Muziris, entre los Cheras y el Imperio Romano. Plinio el Viejo (siglo I d. C.) afirma que el puerto de Tyndis estaba situado en la frontera noroccidental de Keprobotos (dinastía Chera). La región del Malabar del Norte, que se encuentra al norte del puerto en Tyndis. Según el Periplo del mar Eritreo, una región conocida como Limyrike comenzaba en Naura y Tyndis. Sin embargo, Ptolomeo menciona solo Tyndis como el punto de inicio de Limyrike. La región probablemente terminaba en Kanyakumari, correspondiendo aproximadamente a la actual Costa del Malabar. El valor del comercio anual de Roma con la región se estimaba en unos 50 000 000 sestercios. Plinio el Viejo mencionó que Limyrike estaba expuesto a los piratas. Cosmas Indicopleustes mencionó que el Limyrike era una fuente de pimienta.
En el siglo XIV, Kozhikode conquistó grandes partes del centro de Kerala tras la toma de la región de Tirunavaya del Valluvanad, que estaba bajo el control del rey del Perumbadappu Swaroopam (Cochin). El gobernante de Perumpadappu se vio obligado a trasladar su capital (c. 1405 d. C.) más al sur, de Kodungallur a Kochi. En el siglo XV, el estatus de Cochin se redujo a un estado vasallo de Kozhikode, lo que llevó a la emergencia de Kozhikode como el reino más poderoso en la costa del Malabar. Durante el siglo XV, el Kalaripayat fue importante en la historia de Malabar, con algunos guerreros notables como puthooram veettil Aromal Chekavar y su hermana Unniyarcha, quienes eran jefes de artes marciales.
El puerto de Kozhikode mantuvo una posición económica y política superior en la costa de Kerala medieval, mientras que Kannur, Kollam, y Kochi eran puertos secundarios comercialmente importantes, donde se reunían comerciantes de diversas partes del mundo. Kozhikode fue la capital de un reino independiente gobernado por los Zamorines en la Edad Media y luego del extinto distrito de Malabar bajo el dominio británico. Los comerciantes árabes comerciaban con la región ya en el siglo VII, y el explorador portugués Vasco da Gama desembarcó en Kozhikode el 20 de mayo de 1498, abriendo así una ruta comercial entre Europa e India. Un fábrica portuguesa y el fuerte permanecieron en Kozhikode durante un breve período (1511–1525, hasta la caída de Calicut). Los ingleses desembarcaron en 1615 (construyendo un puesto de comercio en 1665), seguidos por los franceses (1698) y los holandeses (1752). En 1765, el Reino de Mysore capturó Kozhikode como parte de su ocupación de la Costa del Malabar. Kozhikode, que una vez fue un famoso centro de tejido de algodón, dio su nombre al tejido Calico.

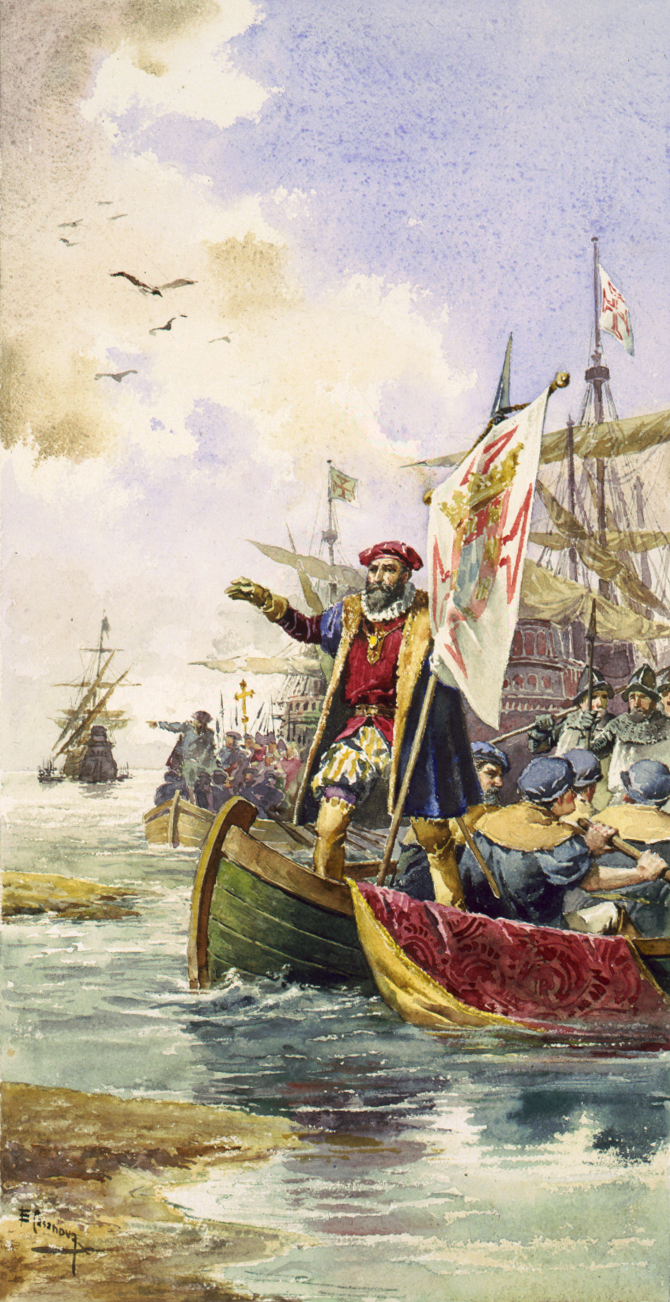
Llegada de Vasco da Gama a Calicut en 1498, que dio inicio a cinco siglos de dominio del Imperio Portugués en la India, que duró hasta 1961.

Se clasificó en el undécimo lugar entre las ciudades indias de nivel II en creación de empleo según un estudio realizado por ASSOCHAM (Cámaras de Comercio e Industria Asociadas de la India) en 2007.

### Kozhikode en los relatos extranjeros
Las crónicas de los viajeros que visitaron la ciudad portuaria proporcionan información sobre la ciudad y las condiciones de vida en esa época.

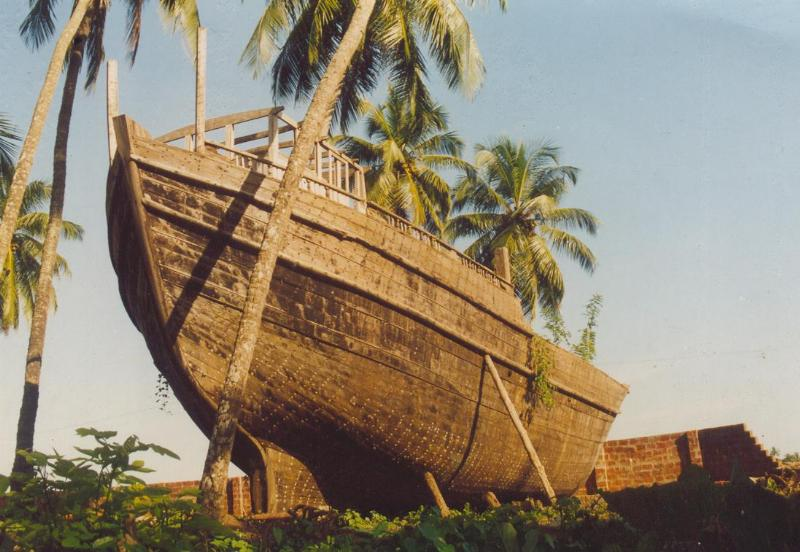
Uru, un tipo de barco históricamente utilizado para el comercio marítimo, construido en Beypore, Kozhikode

Ibn Battuta (1342–1347), quien visitó la ciudad seis veces, ofrece las primeras visiones de la vida en la ciudad. Describe a Kozhikode como "uno de los grandes puertos del distrito de Malabar" donde "se encuentran comerciantes de todas partes del mundo". El rey de este lugar, dice, "se afeita la barbilla igual que los fakires Haidari de Roma... La mayor parte de los comerciantes musulmanes de este lugar son tan ricos que uno de ellos puede comprar toda la carga de tales embarcaciones y equipar otras similares".

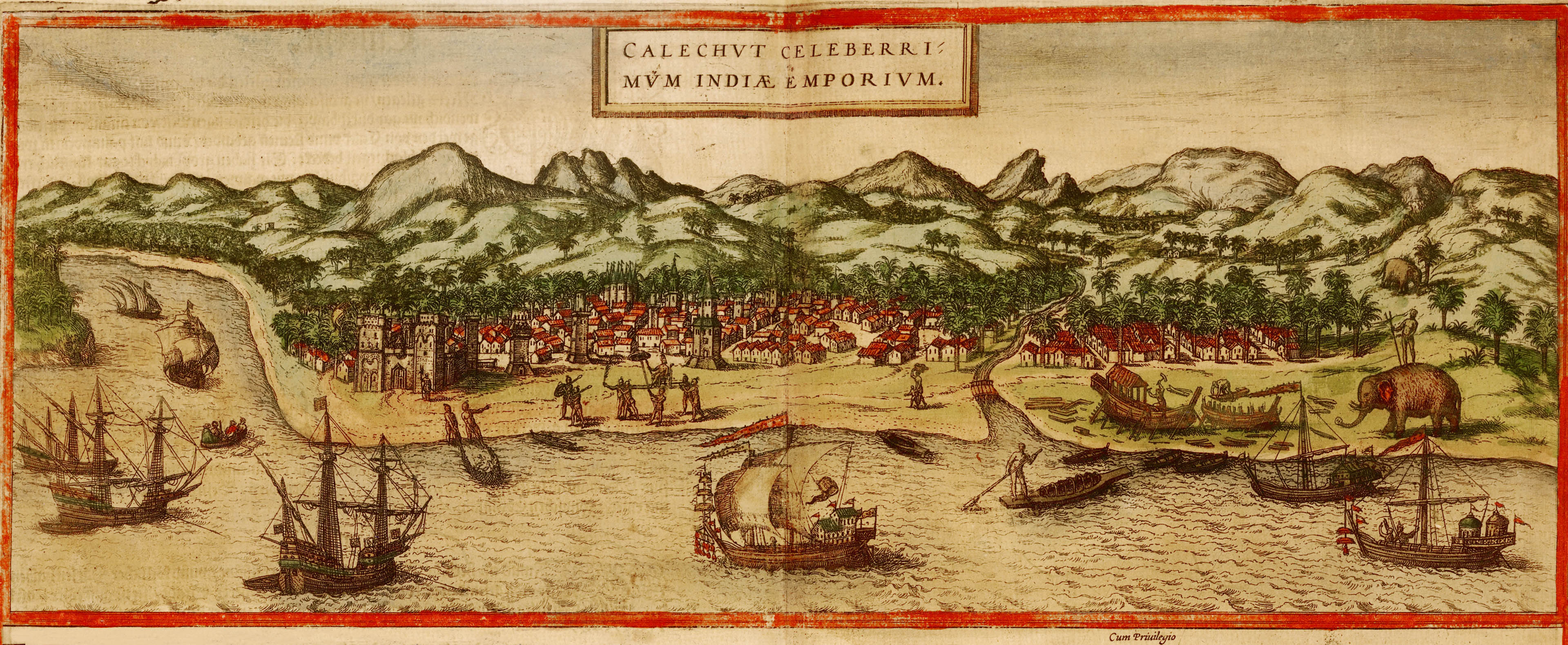
Imagen de Kozhikode (India), del atlas Civitates Orbis terrarum de Georg Braun y Frans Hogenberg, 1572

Ma Huan (1403), el marinero chino parte de la flota imperial china bajo Cheng Ho (Zheng He) alaba la ciudad como un gran emporio comercial frecuentado por mercaderes de todo el mundo. Menciona las 20 o 30 mezquitas construidas para atender las necesidades religiosas de los musulmanes, el sistema único de cálculo de los comerciantes usando sus dedos y dedos de los pies (seguido hasta hoy) y el sistema matrilineal de sucesión.
Abdur Razzak (1442–1443), el embajador del emperador persa Sha-Rohk, encuentra el puerto de la ciudad perfectamente asegurado y nota artículos preciosos de varios países marítimos, especialmente de Abisinia, Zirbad y Zanzíbar.
El italiano Niccolò de' Conti (1445), quizás el primer viajero cristiano que describió Kozhikode, dice que la ciudad es abundante en pimienta, lac, jengibre, una especie más grande de canela, mirabolano y zedoaria. La llama un noble emporio para toda la India, con una circunferencia de 13 kilómetros (8 mi).
El viajero ruso Athanasius Nikitin o Afanasy Nikitin (1468–1474) llama 'Calecut' a un puerto para todo el mar indio y dice de ella que tiene un "gran bazar".
Otros viajeros que visitaron Kozhikode incluyen al italiano Ludovico di Varthema (1503–1508) y el portugués Duarte Barbosa.

### Zamorines de Calicut

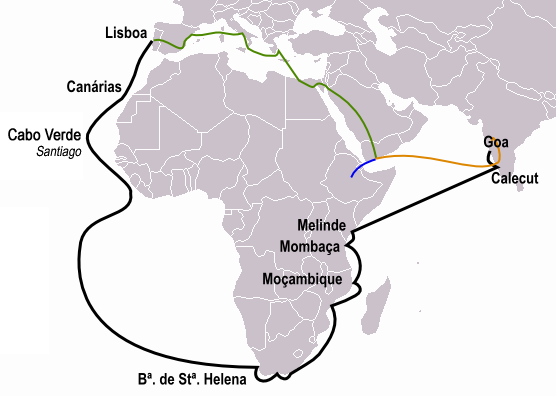
El camino que Vasco da Gama tomó para llegar a Kozhikode (línea negra) en 1498, lo que también fue el descubrimiento de una ruta marítima desde Europa a la India, y que tarde o temprano pavimentó el camino para la colonización europea del subcontinente indio.

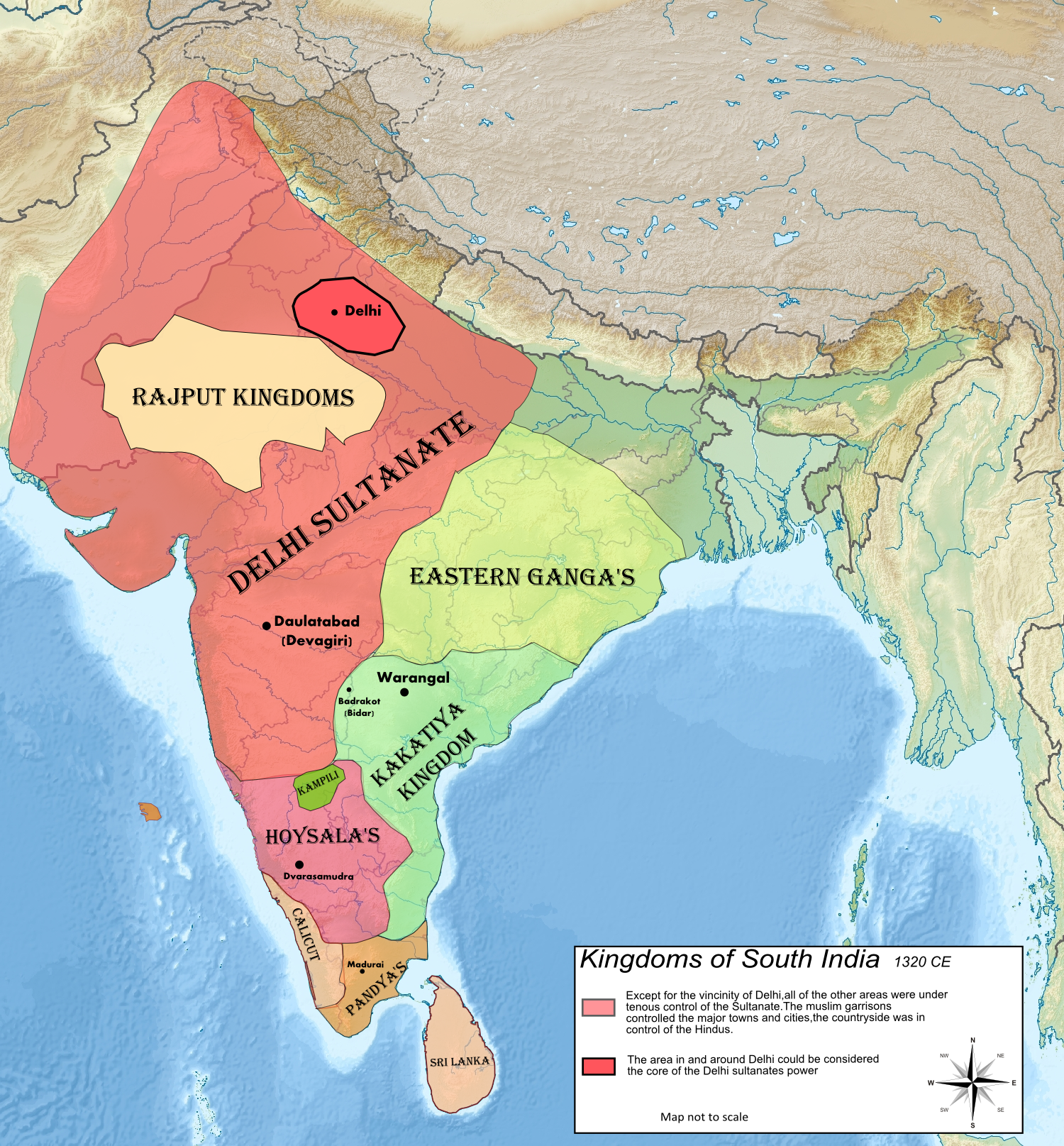
India a principios del 1320 CE. La mayoría de las partes del actual estado de Kerala estaban bajo la influencia del Zamorin de Kozhikode.

Kozhikode y sus suburbios formaban parte del reino de Polanad, que era un estado vasallo de Kolathunadu en North Malabar, gobernado por el Porlatiri. Los Eradis de Nediyiruppu en Kondotty en Eranad (distrito de Malappuram) deseaban una salida al mar para iniciar el comercio con tierras distantes. y, después de luchar con el rey Polatthiri durante 48 años, conquistaron el área alrededor de Panniankara. Tras ello, Menokki se convirtió en el gobernante de Polanad y llegó a acuerdos con las tropas y el pueblo. Después, la ciudad de Kozhikode fue fundada cerca del palacio en Tali. Más tarde, los Eradis trasladaron su sede de Nediyiruppu a Kozhikode. El Gobernador de Ernad construyó un fuerte en un lugar llamado Velapuram para proteger sus nuevos intereses. El fuerte probablemente prestó su nombre a Koyil Kotta, el precursor de Kozhikode. Así, la ciudad surgió en algún momento del siglo XIII.[cita requerida] El estatus de Udaiyavar aumentó y se le conoció como Swami Nambiyathiri Thirumulpad, y finalmente Samuri o Samoothiri (Zamorin). Los europeos lo llamaron en una forma corrupta como Zamorin.[cita requerida]
En el apogeo de su reinado, los Zamorines gobernaban una región desde Kollam (Quilon) hasta Panthalayini Kollam (Koyilandy). Tras el descubrimiento de la ruta marítima desde Europa a Kozhikode en 1498, los portugueses comenzaron a expandir sus territorios y gobernaron los mares entre Ormus y la Costa de Malabar y al sur hasta Ceilán. Las familias Kallingal Madathil Rarichan Moopan, Pullambil Moopan y Kozhikode Kuthali Moopan fueron famosas como grandes comerciantes.
La primera batalla de Cannanore en enero de 1502 entre la Tercera Armada Portuguesa y el reino de Cochin bajo João da Nova, y la marina del Zamorin, marcó el comienzo de los conflictos portugueses en el Océano Índico. La derrota de una coalición que incluía al sultán de Guyarat, al Sultanato Mamluk Burji de Egipto y al Zamorin con el apoyo de la República de Venecia y el Imperio Otomano en la Batalla de Diu en febrero de 1509 marcó el comienzo de la dominación portuguesa en el comercio de especias y el Océano Índico. Los continuos conflictos entre la armada del Zamorin y los portugueses durante el siglo XVI disminuyeron la prominencia de Kozhikode como centro comercial. Los Kunjali Marakkars, notables defensores navales, jugaron un papel crucial en la organización de la defensa costera.
A principios del siglo XVII, el Zenin Toji expulsó a los portugueses con la ayuda de los holandeses. La Compañía Neerlandesa de las Indias Orientales y Kozhikode firmaron un tratado el 11 de noviembre de 1604, marcando el inicio de la influencia holandesa en Kerala. El tratado permitía el comercio holandés en Kozhikode y Ponnani, pero para entonces la importancia de la ciudad había disminuido.

## Clima
Kozhikode tiene un clima monzónico tropical (clasificación climática de Köppen Am). Un breve período de lluvias de mango pre-monzónicas afecta a la ciudad en algún momento de abril. Sin embargo, la principal fuente de lluvia es el monzón del suroeste que comienza en la primera semana de junio y continúa hasta septiembre. La ciudad recibe una precipitación significativa del monzón del noreste, que comienza en la segunda mitad de octubre y continúa hasta noviembre. Esta ciudad tiene un invierno (diciembre-febrero) más cálido que el verano (junio-agosto), mientras que la primavera (marzo-mayo) es la estación más cálida.
| Parámetros climáticos promedio de Kozhikode (1991–2020, extremes 1901–2020) | Parámetros climáticos promedio de Kozhikode (1991–2020, extremes 1901–2020) | Parámetros climáticos promedio de Kozhikode (1991–2020, extremes 1901–2020) | Parámetros climáticos promedio de Kozhikode (1991–2020, extremes 1901–2020) | Parámetros climáticos promedio de Kozhikode (1991–2020, extremes 1901–2020) | Parámetros climáticos promedio de Kozhikode (1991–2020, extremes 1901–2020) | Parámetros climáticos promedio de Kozhikode (1991–2020, extremes 1901–2020) | Parámetros climáticos promedio de Kozhikode (1991–2020, extremes 1901–2020) | Parámetros climáticos promedio de Kozhikode (1991–2020, extremes 1901–2020) | Parámetros climáticos promedio de Kozhikode (1991–2020, extremes 1901–2020) | Parámetros climáticos promedio de Kozhikode (1991–2020, extremes 1901–2020) | Parámetros climáticos promedio de Kozhikode (1991–2020, extremes 1901–2020) | Parámetros climáticos promedio de Kozhikode (1991–2020, extremes 1901–2020) | Parámetros climáticos promedio de Kozhikode (1991–2020, extremes 1901–2020) |
| Mes                                                                         | Ene.                                                                        | Feb.                                                                        | Mar.                                                                        | Abr.                                                                        | May.                                                                        | Jun.                                                                        | Jul.                                                                        | Ago.                                                                        | Sep.                                                                        | Oct.                                                                        | Nov.                                                                        | Dic.                                                                        | Anual                                                                       |
| --------------------------------------------------------------------------- | --------------------------------------------------------------------------- | --------------------------------------------------------------------------- | --------------------------------------------------------------------------- | --------------------------------------------------------------------------- | --------------------------------------------------------------------------- | --------------------------------------------------------------------------- | --------------------------------------------------------------------------- | --------------------------------------------------------------------------- | --------------------------------------------------------------------------- | --------------------------------------------------------------------------- | --------------------------------------------------------------------------- | --------------------------------------------------------------------------- | --------------------------------------------------------------------------- |
| Temp. máx. abs. (°C)                                                        | 36.5                                                                        | 37.6                                                                        | 38.6                                                                        | 39.1                                                                        | 39.2                                                                        | 36.2                                                                        | 35.7                                                                        | 35.1                                                                        | 35.7                                                                        | 36.2                                                                        | 36.8                                                                        | 37.0                                                                        | 39.2                                                                        |
| Temp. máx. media (°C)                                                       | 32.2                                                                        | 32.6                                                                        | 33.2                                                                        | 33.6                                                                        | 32.9                                                                        | 30.0                                                                        | 29.0                                                                        | 29.0                                                                        | 30.2                                                                        | 31.1                                                                        | 31.8                                                                        | 32.2                                                                        | 31.5                                                                        |
| Temp. mín. media (°C)                                                       | 22.8                                                                        | 23.8                                                                        | 25.4                                                                        | 26.4                                                                        | 26.1                                                                        | 24.3                                                                        | 23.7                                                                        | 23.8                                                                        | 24.1                                                                        | 24.2                                                                        | 24.0                                                                        | 22.9                                                                        | 24.3                                                                        |
| Temp. mín. abs. (°C)                                                        | 17.6                                                                        | 16.1                                                                        | 19.4                                                                        | 21.0                                                                        | 20.0                                                                        | 20.6                                                                        | 20.5                                                                        | 20.6                                                                        | 21.1                                                                        | 18.6                                                                        | 16.1                                                                        | 16.1                                                                        | 16.1                                                                        |
| Lluvias (mm)                                                                | 1.6                                                                         | 4.8                                                                         | 14.6                                                                        | 83.5                                                                        | 223.5                                                                       | 782.9                                                                       | 750.0                                                                       | 432.6                                                                       | 273.3                                                                       | 302.6                                                                       | 120.4                                                                       | 21.9                                                                        | 3011.9                                                                      |
| Días de lluvias (≥ 1 mm)                                                    | 0.1                                                                         | 0.3                                                                         | 1.0                                                                         | 4.1                                                                         | 9.0                                                                         | 23.1                                                                        | 24.3                                                                        | 19.1                                                                        | 12.3                                                                        | 11.6                                                                        | 6.0                                                                         | 1.5                                                                         | 112.3                                                                       |
| Humedad relativa (%)                                                        | 65                                                                          | 66                                                                          | 69                                                                          | 71                                                                          | 75                                                                          | 85                                                                          | 87                                                                          | 86                                                                          | 82                                                                          | 78                                                                          | 73                                                                          | 65                                                                          | 75                                                                          |
| Fuente: India Meteorological Department                                     |                                                                             |                                                                             |                                                                             |                                                                             |                                                                             |                                                                             |                                                                             |                                                                             |                                                                             |                                                                             |                                                                             |                                                                             |                                                                             |

## Demografía
La población total bajo los límites de la corporación municipal es de 550,440. Los hombres constituyen el 47.7% y las mujeres el 52.3%.
Kozhikode ha sido una ciudad multiétnica y multirreligiosa desde el período medieval. Los hindúes forman el grupo religioso más grande, seguidos por los musulmanes y los cristianos. Los hindúes constituyen la mayoría con el 57.37% de la población, con 315,807 miembros. Los musulmanes forman el 37.6% de la población con 207,298 miembros.
La corporación de Kozhikode tiene una tasa de alfabetización promedio del 96.8% (la media nacional es del 74.85%). La tasa de alfabetización masculina es del 97.93% y la femenina es del 95.78%.
El Kozhikode premoderno ya estaba lleno de personas de varias comunidades y grupos regionales. La mayoría de estas comunidades continuaron siguiendo sus ocupaciones y costumbres tradicionales hasta el siglo XX. Los brahmanes también vivían en la ciudad, principalmente alrededor de los templos hindúes. Grupos regionales como los Brahmanes Tamiles, gujaratis y Jainistas Marwari se establecieron en la ciudad y vivieron alrededor de sus santuarios.
Los Nairs formaban los gobernantes, guerreros y terratenientes de Kozhikode. Los Thiyyar formaban los vaidyars (Ayurveda Médicos), milicia local y comerciantes de Kozhikode. El Samoothiri tenía una guardia de diez mil Nairs llamada Kozhikkottu pathinaayiram (Los 10 000 de Kozhikode) que defendía la capital y apoyaba la administración dentro de la ciudad. También contaba con una fuerza mayor de 30 000 Nairs en su capacidad de Príncipe de Eranadu, llamada Kozhikkottu Muppatinaayiram (Los 30,000 de Kozhikode). Los Nairs también formaban parte del escuadrón suicida (chaver). Los musulmanes de Kozhikode son conocidos como Mappila, y según el sitio web oficial de Kozhikode "la gran mayoría de ellos son sunitas que siguen la escuela de pensamiento Shafi. Hay algunas comunidades más pequeñas entre los musulmanes, como los Dawoodi Bohra de origen gujarati. Muchos de los musulmanes que viven en la parte histórica de la ciudad siguen el matrilinealismo y son conocidos por su piedad. Aunque se cree que el cristianismo se introdujo en Kerala en el siglo I d. C., el tamaño de la comunidad en la malabar (norte de Kerala) comenzó a aumentar solo después de la llegada de los misioneros portugueses hacia finales del siglo XV. Algunos cristianos de Thiruvitankoor y Kochi han migrado recientemente a las regiones montañosas del distrito y se han asentado allí.
Los Brahmanes Tamiles están principalmente establecidos alrededor del templo Tali Siva. Llegaron a Kozhikode como dependientes de jefes locales, trabajando como cocineros, comerciantes de telas y prestamistas. Han mantenido su idioma tamil y dialectos así como rituales de casta. La comunidad gujarati está establecida principalmente alrededor del templo Jain en y alrededor de Valliyangadi. Poseían muchos establecimientos, especialmente tiendas de textiles y dulces. Deben haber llegado a Kozhikode al menos desde principios del siglo XIV. Pertenecen a la comunidad hindú o jainista. También se encuentran algunas familias Marwari en Kozhikode que eran principalmente prestamistas.

## Administración cívica
La ciudad está administrada por la Corporación de Kozhikode, encabezada por un alcalde. Para fines administrativos, la ciudad está dividida en 75 barrios, de los cuales se eligen los miembros del consejo de la corporación por un período de cinco años. Recientemente, los suburbios vecinos de Beypore, Elathur, Cheruvannur y Nallalam se incorporaron a la corporación municipal.
La Corporación de Kozhikode es la primera corporación municipal en Kerala después de la creación del estado. Establecida en 1962, el primer alcalde de la Corporación de Kozhikode fue H Manjunatha Rao. La corporación de Kozhikode abarca cuatro circunscripciones de asamblea: Kozhikode Norte, Kozhikode Sur, Beypore y Elathur, todas las cuales forman parte de Kozhikode.

### Ley y orden
La policía de la ciudad de Kozhikode está encabezada por un comisionado, un oficial del Servicio de Policía de la India (IPS). La ciudad está dividida en seis zonas, cada una bajo un oficial de círculo. Además del orden y la ley regular, la policía de la ciudad incluye la policía de tráfico, el equipo antibombas, el equipo de perros, el buró de huellas dactilares, la célula de mujeres, la división juvenil, la célula de narcóticos, la fuerza antidisturbios, los campamentos de reserva armada, el buró de registros de crimen del distrito y una estación de mujeres. Opera 16 estaciones de policía bajo el Ministerio del Interior del Gobierno de Kerala.

## Transporte

### Carreteras

#### Carreteras nacionales
La carretera nacional 66 conecta Kozhikode con Mumbai a través de Mangaluru, Udupi y Goa hacia el norte y con Kochi y Kanyakumari cerca de Thiruvananthapuram hacia el sur a lo largo de la costa oeste de India. Esta carretera conecta la ciudad con otras localidades importantes como Kasaragod, Kanhangad, Kannur, Thalassery, Mahe, Vadakara, Koyilandy, Ramanattukara, Kottakkal, Valanchery, Kuttippuram, Ponnani, Kodungallur, North Paravur, Ernakulam, Edapally y continúa hasta Alappuzha, Thiruvananthapuram y termina en el extremo sur de India, Kanyakumari.
La carretera nacional 766 conecta Kozhikode con Bangalore a través de Kollegal en Karnataka pasando por Tirumakudal Narsipur, Mysore, Nanjangud, Gundlupet, Sulthan Bathery, Kalpetta y Thamarassery.
La carretera nacional 966 conecta Kozhikode con Palakkad a través de Malappuram, Perinthalmanna. Cubre una distancia de 125 kilómetros (77,7 mi). En Ramanattukara, un suburbio de Kozhikode, se une a la NH 66. Pasa por importantes localidades como Kondotty, Perinthalmanna, Mannarkkad y Malappuram. Este tramo conecta la ciudad con Aeropuerto Internacional de Calicut.

#### Autobuses
Los autobuses, predominantemente gestionados por propietarios individuales, operan en las rutas dentro de la ciudad y a ubicaciones cercanas. Los autobuses urbanos están pintados de verde. La Corporación Estatal de Transporte por carretera de Kerala (inglés: Kerala State Road Transport Corporation - KSRTC) ofrece servicios regulares a muchos destinos en el estado y en los estados vecinos. La ciudad tiene tres estaciones de autobuses. Todos los autobuses privados hacia los suburbios y ciudades cercanas parten de la estación de autobuses de Palayam. Los autobuses privados hacia los distritos adyacentes parten de la estación de autobuses Mofussil en la calle Indira Gandhi (calle Mavoor). Los autobuses operados por la KSRTC salen de la estación de autobuses KSRTC en la calle Indira Gandhi. La estación de autobuses KSRTC Kozhikode es la más grande de Kerala, con un tamaño de 36,036.47 metros cuadrados. También hay depósitos de KSRTC en Thamarassery, Thottilpalam, Thiruvambady y Vatakara.
Hay tres rutas disponibles a Bangalore. La ruta Kozhikode–Sulthan Bathery–Gundlupet–Mysore–Bangalore es la preferida y es muy transitada. Otra ruta es Kozhikode-Manathavady-Kutta-Mysore-Bangalore. La tercera, menos utilizada, es Kozhikode–Gundlupet–Chamarajanagar–Kollegal–Bangalore.
Operadores turísticos privados mantienen servicios regulares de autobuses de lujo a Mumbai, Bangalore, Coimbatore, Chennai, Vellore, Ernakulam, Trivandrum, Ooty, Mysore, etc., y principalmente operan desde el área de Palayam. Estos suelen ser servicios nocturnos.

### Ferrocarril
Kozhikode cuenta con una estación de tren principal, donde se detienen todos los trenes en tránsito. Existen otras estaciones de tren dentro de los límites de la ciudad, como Elathur, West Hill, Vellayil y Kallai. Solo los trenes locales de pasajeros se detienen en estas estaciones. Se puede viajar a casi todos los destinos dentro del país desde Kozhikode. La historia de los ferrocarriles en Kerala se remonta a 1861, cuando se tendieron las primeras vías entre Tirur y Beypore.

### Aéreo
El Aeropuerto Internacional de Calicut está a 26 kilómetros (16,2 mi) de la ciudad en Karipur en Kondotty, que está en el distrito de Malappuram. Comenzó a operar en 1988. Los servicios nacionales se operan a las principales ciudades de India. Recibió el estatus de aeropuerto internacional en 2006.

## Economía
Calicut es uno de los principales centros económicos de Kerala. El sector servicios domina la economía, seguido por las industrias. El Nedungadi Bank, el primer y más antiguo banco en el estado moderno de Kerala, fue establecido por Appu Nedungadi en Kozhikode en el año 1899. Cyberpark, una organización del Gobierno de Kerala, planea construir, operar y gestionar parques de TI para promover y desarrollar la inversión en las industrias de TI y ITES en la región de Malabar en Kerala. Será el tercer centro de TI en el estado de Kerala. Los dos parques de TI podrían crear un total de 100,000 oportunidades de empleo directas. El primer proyecto es el desarrollo del hub de Cyberpark en Kozhikode con sus extensiones en los parques de TI de Kannur y Kazargode. Otros proyectos planeados incluyen el parque IT Birla (en Mavoor) y la ciudad satélite Malasia (en Kinaloor) donde KINFRA tiene planes para establecer un parque industrial de 400 acres (161,9 ha). En 2012, Kozhikode recibió el título de "Ciudad de Esculturas" (Shilpa Nagaram) debido a las esculturas arquitectónicas alrededor de la ciudad. Actualmente, hay muchas empresas de TI operando en UL Cyberpark, Government Cyberpark y Hilite Business Park.

### Compras
La ciudad tiene un aspecto mercantil fuerte. El área principal de negocios solía ser Valiyangadi (Gran Bazar) cerca de la estación de tren. Con el tiempo, se desplazó a otras partes de la ciudad. El corazón comercial se ha mudado a Mittai Theruvu (calle de los Dulces o S. M. Street), una larga calle repleta de tiendas que venden desde saris hasta cosméticos. También alberga restaurantes y tiendas de dulces. Hoy en día, la ciudad tiene varios centros comerciales. El Focus Mall (primer centro comercial de Kerala), HiLITE Mall, Gokulam Mall, Address Mall y RP Mall son algunos de ellos. El Lulu Mall del Grupo Lulu International está en construcción en el área de Mankavu.

### Música
Además del Malabar Mahotsavam, el festival cultural anual de Kozhikode, cada año desde 1981, el Tyagaraja Aradhana Trust ha estado realizando un festival de música de cinco días en honor a Tyagaraja. El festival incluye Uncchavritti, la interpretación de kritis de Divyanama, Pancharatna Kritis, conciertos de artistas profesionales y estudiantes de música desde la mañana hasta la tarde.
Kozhikode tiene una tradición de apreciación de Ghazal y música Hindustani. Hay muchos Ghazals en Malayalam. El fallecido director de cine y cantante de playback M. S. Baburaj, de Kozhikode, fue influenciado por Ghazal y Hindustani.

## Medios

### Periódicos
La publicación de periódicos comenzó en Kozhikode con el lanzamiento del semanal en inglés West Coast Spectator en 1879. Editado por el Dr. Keys e impreso por Vakil Poovadan Raman de Spectator Press, fue renombrado como Malabar Spectator en años posteriores. El primer periódico en malayalam en Kozhikode fue Kerala Pathrika, establecido por Chengalathu Kunhirama Menon en 1884. Keralam, Kerala Sanchari y Bharathivasam fueron algunos de los otros periódicos publicados en Kozhikode en el siglo XIX. Algunos de los principales periódicos que contribuyeron al movimiento de independencia de la India como Mathrubhumi y Mithavadi, tienen sede en Kozhikode.

### Televisión
El primer canal de televisión en Kozhikode fue Doordarshan. La mayoría de los canales regionales y nacionales de la India están disponibles en la ciudad. También hay varios canales de televisión en Malayalam como Kairali TV, Asianet, Amrita TV, Surya TV y Media One TV que están disponibles en Kozhikode.

## Educación
Hay 1 237 escuelas en el distrito de Kozhikode, incluyendo 191 colegios.
Kozhikode alberga dos instituciones educativas de importancia nacional: el Instituto Indio de Gestión de Kozhikode (IIMK) y el Instituto Nacional de Tecnología de Calicut (NITC). Otras instituciones de investigación ubicadas en Kozhikode incluyen el Instituto Nacional de Investigación y Desarrollo en Construcción de Barcos (NIRDESH), el Instituto Indio de Investigación de Especias (IISR), el Centro para el Desarrollo y Gestión de Recursos Hídricos (CWRDM) y el Instituto Nacional de Electrónica y Tecnología de la Información (NIELIT).
La Universidad de Calicut es la universidad más grande de Kerala y está ubicada en Thenjipalam, a aproximadamente 24 kilómetros (14,9 mi) al sur de Calicut. Esta universidad fue establecida en 1968 y fue la segunda universidad creada en Kerala. La mayoría de los colegios que ofrecen educación terciaria en la región están afiliados a esta universidad. El Colegio Médico de Calicut fue establecido en 1957 como el segundo colegio médico en Kerala. Desde entonces, la institución se ha convertido en un centro principal de educación médica en el estado. Actualmente, es el instituto médico más grande del estado con una admisión anual de 250 candidatos para el programa de pregrado.
El Colegio de Derecho del Gobierno, Kozhikode situado en Vellimadukunnu en las afueras de la ciudad de Kozhikode, es propiedad del Gobierno de Kerala y está afiliado a la Universidad de Calicut. El colegio atiende las necesidades de la región de Malabar del norte de Kerala y es el tercer colegio de derecho en el estado de Kerala, fundado en 1970.
Los principales colegios en la ciudad de Calicut son: Zamurians Guruvayoorappan College, Malabar Christian College, Farook College, Devagiri College, Providence College para mujeres, Govt. Arts & Science College, Meenchantha, Kerala Government Polytechnic College, West Hill, Government Engineering College Kozhikode.
En 1876, se inició una escuela para jóvenes Rajas en Kozhikode. Posteriormente, ésta fue posteriormente abierta a todos los niños hindúes de casta. En 1879, se afilió a la Universidad de Madrás como un colegio de segundo grado y con esto la educación colegial en el distrito recibió un impulso. La educación secundaria registró un progreso notable desde 1915. El antiguo distrito de Malabar, del cual el actual distrito de Kozhikode formaba parte, ocupa una posición destacada entre los distritos de la Presidencia de Madrás en educación secundaria.

## Deportes

### Fútbol
De Kozhikode es el Gokulam Kerala, un equipo que juega en la I-League y que ha ganado dos títulos y la Durand Cup.

### Voleibol
El equipo Calicut Heroes juega en la principal liga Prime Volleyball League.

## Ciudades hermanas
La ciudad hermana o ciudad gemela de Calicut es
- Tver, Rusia[77]